# Оберербах (Монтабаур)
Оберербах (њем. Obererbach) општина је у њемачкој савезној држави Рајна-Палатинат. Једно је од 192 општинска средишта округа Вестервалд. Према процјени из 2010. у општини је живјело 520 становника. Посједује регионалну шифру (AGS) 7143058.

## Географски и демографски подаци
Оберербах се налази у савезној држави Рајна-Палатинат у округу Вестервалд. Општина се налази на надморској висини од 240 метара. Површина општине износи 2,6 km². У самом мјесту је, према процјени из 2010. године, живјело 520 становника. Просјечна густина становништва износи 200 становника/km².